# Пассалоринхиты

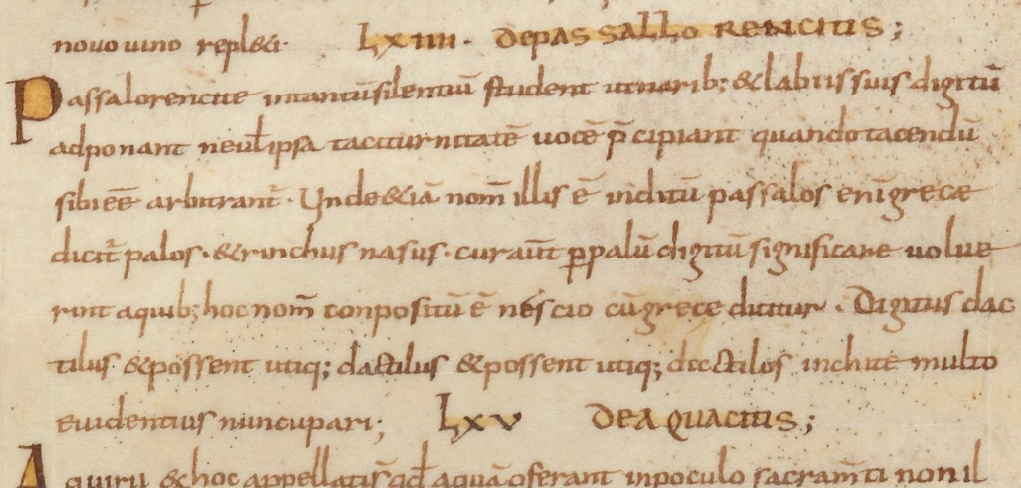
Августин в книге «De Haeresibus ad Quodvultdeum Liber Unus» («Ереси, попущением Бога, в одной книге») о пассалоринхитах. «Smaragdus». рукопись IX века. Национальная библиотека Франции

Пассалоринхи́ты  (др.-греч. πασσαλορυγχῖται; лат. passalorynchitæ; др.-рус. колавьртѣниѥ) или таскодруги́ты (др.-греч. τασκοδρουγῖται; лат. tascodrugitæ; др.-рус. тѧскодрѹгии) — еретики конца IV — начала V века, описанные Филастрием в книге «Liber de Haeresibus» и Августином в книге «De Haeresibus ad Quodvultdeum Liber Unus»; у первого автора это 76-я ересь, у второго автора  это 63-я ересь. Пассалоринхиты считали необходимым условием спасения человека — жизнь человека в тишине. При каждом постороннем звуке пассалоринхиты прикладывали палец снизу к носу, закрывая уста. Августин объясняет, что по этой причине они и получили своё название — лат. passalorynchitæ, которое было образовано от двух греческих слов: др.-греч. πάσσᾰλος — «затычка, кляп» (Августина перевёл как «колышек») + др.-греч. ῥύγχος — «морда, клюв» (Августина перевел как «нос»). Филастрий пишет о том, что причину своего молчания пассалоринхиты объясняли словами Священного Писания: «Положи, Господи, охрану устам моим, и огради двери уст моих» (Пс. 140:3).  О численности пассалоринхитов  Филастрий и Августин ничего не сообщают.
Епифаний Кипрский в «Панарионе», где всего описано им 80 ересей, не выделяет пассалорнхитов в отдельную ересь, а пишет о них в главе, посвящённой ереси Монтана; он пишет, что  пассалорнхитами называются или монтанисты, или квинтиллиане. Епифаний приводит другое название пассалоринхитов —  «таскодругиты» (др.-греч. τασκοδρουγῖται) это название по следующей причине: еретики  «таском» (др.-греч. τασκός) называют «колышек», а «друнгом» (др.-греч. δροῦγγος) — «нос» или «ноздри». Во время молитвы, будто бы ради печального выражения лица и самовольной праведности, они кладут так называемый указательный палец на нос, некоторые и назвали их «таскодругитами», то есть «закладывающими нос» — (др.-греч. «πασσαλορυγχῖται»). Тимофей Константинопольский в своей книге пересказывает сказанное о таскодругитах Епифанием.